# Sites mégalithiques de la Gironde

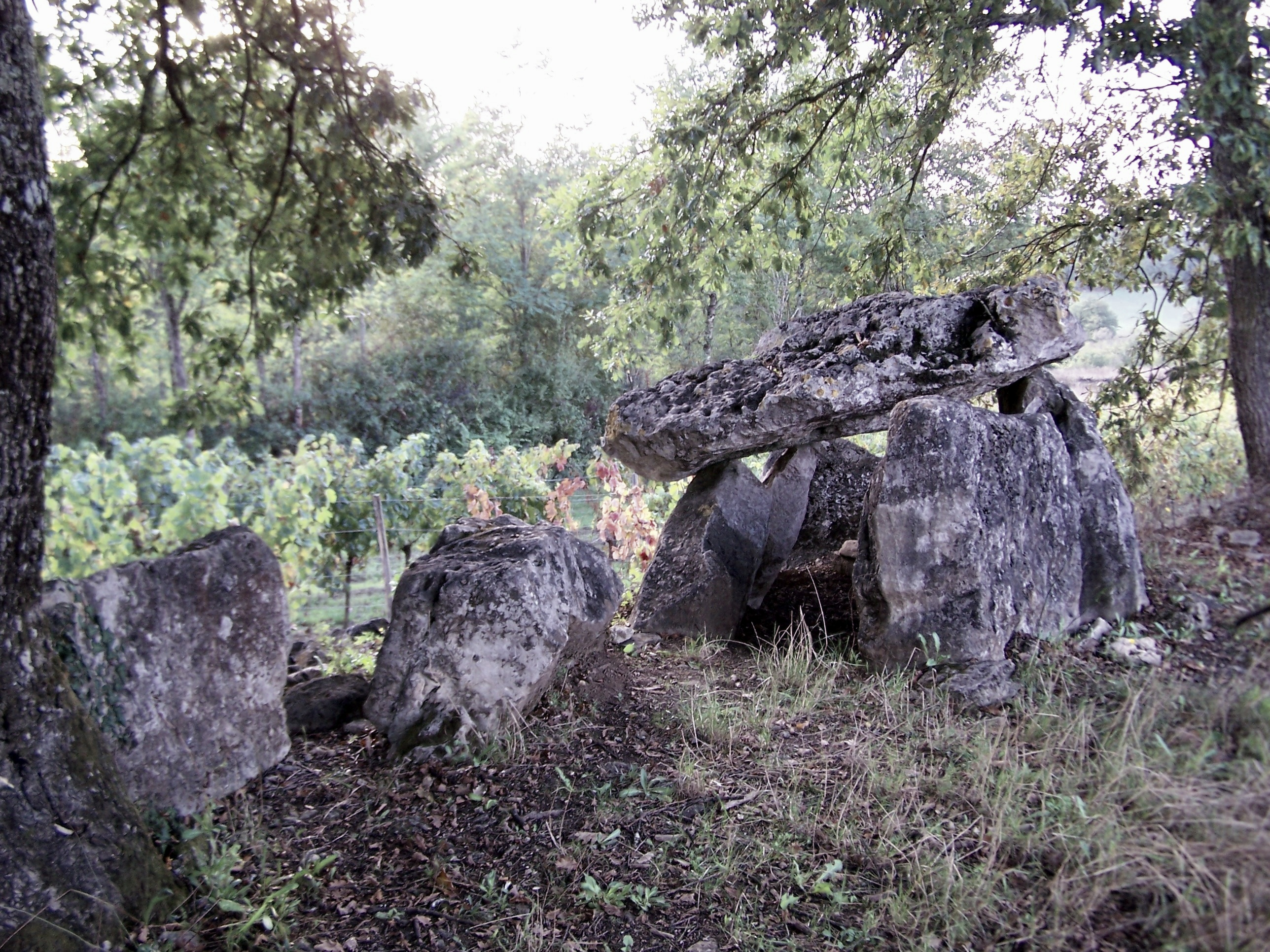
Le dolmen de Curton

Les sites mégalithiques sont peu nombreux dans le département de la Gironde mais ils présentent des caractéristiques architecturales originales. Les allées couvertes y tiennent une place à part.
| \| Bordeaux Arcachon Blaye Langon Lesparre-Médoc Libourne \| Répartition géographique des mégalithes dans le département de la Gironde. · : dolmen - : menhir - : autre site mégalithique |
| Bordeaux Arcachon Blaye Langon Lesparre-Médoc Libourne |

## Répartition géographique
La répartition géographique des mégalithes girondins correspond presque parfaitement à la « loi des calcaires » déjà rencontrées par ailleurs (notamment dans le Lot) : les mégalithes fleurissent, par petits groupes ou individuellement, là où la roche calcaire affleure naturellement (est et nord du département) et sont absents des régions à sol sableux (ouest et sud du département). Logiquement, la densité des monuments mégalithiques s'accroît avec l'importance et la qualité des affleurements (calcaire à astéries du Médoc, calcaire stampien dans l'Entre-deux-Mers). À défaut, quelques roches de substitution sont utilisées (poudingue du nord des Graves, grès quartzeux de la vallée de l'Eyre). Selon J. Roussot-Larroque, dans les régions totalement dépourvues d'affleurements rocheux, le recours à des constructions para-mégalithiques en bois (« mégaxyles ») peut être envisagé, tout particulièrement dans les tumulus où ont été découverts, au XIXe siècle, un matériel archéologique (haches polies, silex) appartenant au Néolithique .

## Folklore associé
Comme dans d'autres départements voisins de la région Aquitaine, le folklore lié aux mégalithes est assez pauvre. Les noms donnés aux monuments sont peu originaux, la tradition locale se contente de les désigner sous l’appellation de « pierre » à laquelle est accolé un qualificatif désignant leur aspect (grande , grosse, haute) et éventuellement leur nombre. Sont couramment utilisées des dénominations banales telles que la « grosse pierre », « les trois pierres », « la pierre haute », le « gros caillou »... Lorsqu'ils ont été réutilisés comme points de repère, les menhirs deviennent de banales « grandes bornes ».
Leur construction est attribuée aux Gaulois, éventuellement aux fées, au Diable ou bien au contraire à la Sainte Vierge. Les menhirs sont souvent associés à des saints locaux et peuvent alors bénéficier d'une vénération particulière (menhir de Peyrefitte). Les personnages historiques ou imaginaires, souvent évoqués en lien avec les mégalithes dans nombre de régions françaises (Gargantua, Roland, César), sont ici totalement absents à l'exception de Charlemagne.
Les légendes et rites qui entourent les mégalithes sont peu nombreux, assez banals puisque communs à biens des départements (la pierre danse ou tourne sur elle-même à midi/minuit, les menhirs ont le pouvoir de rendre les femmes fécondes). Ces croyances sont très localisées au Blayais, au Médoc et aux landes entourant Bordeaux. Il faut toutefois noter une originalité spécifique au folklore girondin, où curieusement la croyance populaire accorde aux menhirs, plus souvent qu'ailleurs, le pouvoir d'indiquer à proximité l'existence d'une source ayant le pouvoir de guérir des maux liés aux yeux (ophtalmies) ou au nez.

## Inventaire non exhaustif
| Nom usuel                              | Commune                    | Remarque                         | Protection                          | Coordonnées                                        | Illustration                                    |
| -------------------------------------- | -------------------------- | -------------------------------- | ----------------------------------- | -------------------------------------------------- | ----------------------------------------------- |
| Dolmen du Cabut                        | Anglade                    |                                  | détruit                             |                                                    |                                                 |
| Pierre de Pey-Berland                  | Avensan                    | menhir                           | détruit                             |                                                    |                                                 |
| Menhir de Branle-Bergère               | Bayas                      |                                  | ruiné                               |                                                    |                                                 |
| Dolmen du Barrail                      | Bégadan                    |                                  | détruit                             |                                                    |                                                 |
| Dolmen du Braou                        | Belin-Béliet               |                                  | détruit                             | vestiges transférés au musée communal              |                                                 |
| Allées couvertes de Sabatey            | Bellefond                  |                                  | Classé MH (1889)                    | 44° 46′ 19″ N, 0° 10′ 13″ O                        | Allées couvertes de Sabatey                     |
| Dolmen de Maine du Prieuret            | Bellefond                  |                                  | ruiné                               |                                                    |                                                 |
| Dolmen de la Mouleyre                  | Blasimon                   |                                  | ruiné                               | 44° 44′ 44″ N, 0° 02′ 52″ O                        |                                                 |
| Menhir de Notre-Dame de Bonne Nouvelle | Blasimon                   | vestige probable d'un alignement |                                     |                                                    |                                                 |
| Tumuli de Perbos                       | La Brède                   | 9 tumuli                         | détruits                            |                                                    |                                                 |
| Dolmen de Lamothe                      | Cissac-Médoc               |                                  | détruit                             |                                                    |                                                 |
| Allée couverte de Lafut                | Daignac                    | autre nom Dolmen de Pressac      |                                     | 44° 47′ 32″ N, 0° 15′ 09″ O                        |                                                 |
| Allée couverte de Ligarde              | Dardenac                   |                                  |                                     | 44° 47′ 02″ N, 0° 15′ 02″ O                        |                                                 |
| Dolmen de Lamothe,                     | Espiet                     |                                  | détruit,                            |                                                    |                                                 |
| Menhirs de Fossès                      | Fossès-et-Baleyssac        | 2 menhirs                        | détruits                            |                                                    |                                                 |
| Nécropole de Bignon                    | Frontenac                  | 3 dolmens                        | ruinés                              | 44° 43′ 18″ N, 0° 09′ 26″ O                        |                                                 |
| Pierre de Charlemagne                  | Galgon                     | menhir                           |                                     |                                                    |                                                 |
| Allée couverte du Pitray               | Gardegan-et-Tourtirac      |                                  |                                     |                                                    |                                                 |
| Dolmen du Gurp                         | Grayan-et-l'Hôpital        | détruit                          |                                     |                                                    |                                                 |
| Dolmens du Basque                      | Illats                     | 2 dolmens                        | ruinés                              | 44° 36′ 07″ N, 0° 20′ 53″ O                        |                                                 |
| Dolmen de Curton                       | Jugazan                    |                                  | Inscrit MH (1995)                   | 44° 46′ 21″ N, 0° 09′ 27″ O                        | Dolmen de Curton                                |
| Cercle de pierres de la Capère         | Landiras                   |                                  | détruit                             |                                                    |                                                 |
| Les Trois Pierres                      | Landiras                   | dolmen                           | détruit                             |                                                    |                                                 |
| Menhir de Carré                        | Libourne                   | douteux                          |                                     | déplacé au Musée Robin 44° 54′ 47″ N, 0° 14′ 38″ O |                                                 |
| Peyrelebade                            | Lugaignac                  | dolmen                           | détruit                             |                                                    |                                                 |
| Allée couverte de Roquefort            | Lugasson                   |                                  |                                     | 44° 45′ 04″ N, 0° 10′ 14″ O                        | Allée couverte de Roquefort                     |
| Menhirs de Pontaret                    | Lugasson                   | 2 menhirs                        |                                     | 44° 44′ 46″ N, 0° 08′ 22″ O                        |                                                 |
| Les Trois Pierres                      | Mauriac                    | dolmen                           | démoli                              |                                                    |                                                 |
| Menhir de Beutre                       | Mérignac                   |                                  | détruit                             |                                                    |                                                 |
| Dolmens de Fourens                     | Nérigean                   | 2 dolmens                        | détruits                            |                                                    |                                                 |
| Dolmen de la Tour de Beaupoil          | Pessac-sur-Dordogne        |                                  | détruit                             |                                                    |                                                 |
| La Grosse Pierre                       | Pugnac                     | menhir                           | détruit                             |                                                    |                                                 |
| Dolmen de Carcaillet                   | Pujols                     |                                  | détruit                             |                                                    |                                                 |
| Menhir des Périchons                   | Riocaud                    | menhir                           | détruit                             |                                                    |                                                 |
| Menhir du Bois du Haoure               | Ruch                       |                                  | disparu                             |                                                    |                                                 |
| Pierre de l'Arc                        | Sablons                    | menhir probable                  | disparu                             |                                                    |                                                 |
| Menhir de Bicot                        | Saint-Aignan               |                                  | détruit                             |                                                    |                                                 |
| Dolmen de Goulard                      | Saint-André-et-Appelles    |                                  | détruit                             |                                                    |                                                 |
| Menhir de Goulard                      | Saint-André-et-Appelles    |                                  |                                     | 44° 48′ 12″ N, 0° 11′ 39″ E                        |                                                 |
| Gros caillou druidique                 | Saint-Ciers-d'Abzac        | débris probable d'un mégalithe   |                                     |                                                    |                                                 |
| Dolmen du Cluseau                      | Saint-Ciers-de-Canesse     |                                  | détruit                             |                                                    |                                                 |
| La Grande Borne                        | Saint-Denis-de-Pile        | menhir                           |                                     |                                                    |                                                 |
| Allée couverte de Barbehère            | Saint-Germain-d'Esteuil    |                                  | Inscrit MH (1989)                   | 45° 17′ 47″ N, 0° 51′ 16″ O                        | Allée couverte de Barbehère                     |
| Tumulus de Campet                      | Saint-Laurent-Médoc        |                                  |                                     | 45° 06′ 56″ N, 0° 51′ 02″ O                        |                                                 |
| Tumulus du Bernet                      | Saint-Sauveur              |                                  |                                     | 45° 11′ 59″ N, 0° 51′ 09″ O                        |                                                 |
| Menhir de Peyrefitte                   | Saint-Sulpice-de-Faleyrens |                                  | Classé MH (1889)                    | 44° 53′ 21″ N, 0° 12′ 16″ O                        | Menhir de Peyrefitte                            |
| Pey-Landry                             | Les Salles-de-Castillon    | autre nom menhir de Clotte       | Classé MH (1889) · Classé MH (1889) | 44° 54′ 50″ N, 0° 00′ 52″ O                        |                                                 |
| Pierre tremblante de Chicoy            | Sauviac                    | menhir                           |                                     |                                                    |                                                 |
| Pierre de Saint-Romain                 | Soussans                   | menhir                           | détruit                             |                                                    |                                                 |
| Nécropole mégalithique de Peyrehaut    | Villenave-d'Ornon          | 5 allées couvertes               |                                     | 44° 45′ 15″ N, 0° 34′ 46″ O                        | Une allée couverte de la nécropole de Peyrehaut |